# 国鉄DT21形台車
国鉄DT21形台車（こくてつDT21がただいしゃ）は、日本国有鉄道（国鉄）が開発した鉄道車両（電車）用台車の一形式である。

## 概説
モハ90形電車をはじめとする国鉄新性能電車用として1957年（昭和32年）に設計された。

### 構造

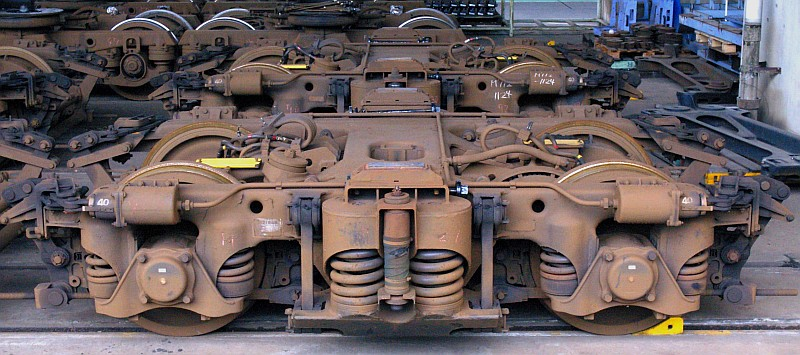
工場内に置かれたDT21B。左右の側枠とそれを連結する横梁（トランサム）が溶接により一体となっていることと、主電動機がトランサムから互い違いに突き出した一体構造の支持架によって支えられていることが分かる。ブレーキワークや揺れ枕吊りなどの可動部が給脂によって黒くなっている。
JR東日本大宮総合車両センターにて

吊り掛け駆動方式の在来電車向けである既存のDT20とは異なり、両脇のペデスタルで軸箱の上下動を案内し、軸箱の下部左右に翼状の座を出してそれぞれコイルばねで側枠からの荷重を受け止める、一般的なウィングばね式の軸箱支持機構を備える。
ボルスター部は2列のコイルばねと衝動減衰を目的とするオイルダンパーで構成される枕ばね部を持ち、左右動についてはスウィングハンガー（スウィングリンク）式の揺れ枕機構を備える。
この部分は将来の発展的改良を見越し、空気ばねへの換装や、ボルスターアンカーの付与といった設計変更も容易な構造として設計されていた。実際にも本形式は高速台車として1両分が試作されたDT21Yを経て、20系特急電車用DT23や91系急行電車用DT24などの高速電車用空気ばね台車へと発展している。
台車枠はDT20の構成を踏襲し、鋼板プレス成型材を溶接組み立てした軽量モノコック構造とされた。また、主電動機として同時開発の小型軽量中空軸カルダンモーターであるMT46Aを搭載することを前提としており、各部の強度をこれに最適化して設計してあった。更に、軽量化のために端梁を省略し、従来は2,450 mmから2,600 mmの範囲であった軸距を2,100 mmに、車輪径も910 mmから860 mmに、それぞれ縮小してあり、実用上性能に影響が出ない範囲で限界一杯まで軽量化を図った設計となっている。
基礎ブレーキ装置は台車枠に直接ブレーキシリンダーを装架する台車シリンダー方式を採用し、通常は各車輪を前後から締め付ける両抱き式踏面ブレーキを構成している。

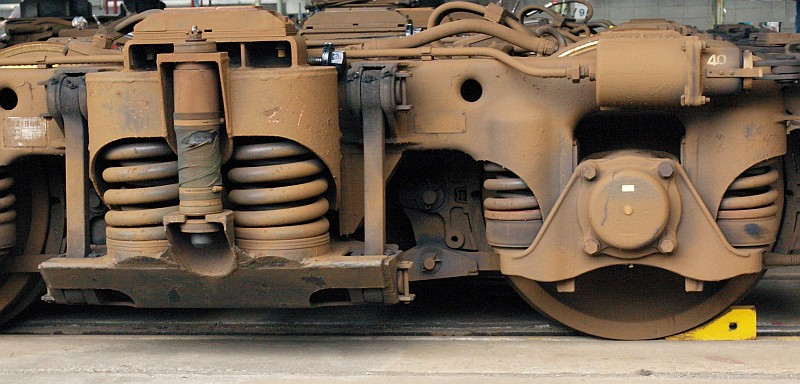
DT21B形のコイルばねによる枕ばね部（左）と、ウイングばね軸箱支持部（右）。

総合的に見ると、当時、日本国内の台車メーカー各社が競って開発していた新型軸箱支持機構を備える台車と比較した場合、DT21系は高速走行時に蛇行動発生の原因となりやすい摺動部品であるペデスタルが用いられており、多数の関節部と摺動部の管理が必要で左右動に対するダンピング能力が乏しい揺れ枕機構など保守的な設計が散見される。
もっとも、本形式そのものについては最高速度100 km/hでの運用を前提に設計されており、それ以上の高速度域での運用については枕ばねを空気ばね化しボルスターアンカーを付与した派生形式で対応した。このため、例えばJR西日本で本形式を装着する113・115系についてブレーキを改造するなどして最高速度を100 km/hから110 km/hへ引き上げた際には、ボルスターアンカーを省略した設計ゆえに蛇行動が多発するなど、最高速度域での乗り心地の著しい悪化が指摘された。このことが示すように、本形式は国鉄での当初計画に従って運用される限りは許容される性能を発揮したが、そこから一歩でも外れてしまうと多くの問題が発生する、「国鉄による国鉄のための台車」であった。

### 仕様
- 形式 : 2軸動力台車
- 車体支持機構 : 揺れ枕吊り式・3点支持
- 枕ばね : コイルばね・オイルダンパー付き
- 台車枠 : 鋼板プレス
- 軸ばね : コイル式ウィングばね
- 軸箱支持装置 : 軸箱守（ペデスタル）方式
- 軸距 : 2,100 mm
- 車輪径 : 860 mm
- 質量:5,690 kg

## 派生形式
DT21は当初から各種の発展性を考慮して設計されていたため、これをベースとして1958年から1960年代にかけ、国鉄の電車・気動車用標準型台車として様々な派生形式が開発された。
なお、本形式は国鉄の許諾を得た上で、西武鉄道でも住友金属工業FS342として601系から801系まで同等品が採用されており、同社での採用は合計120両に及んだ。
また、これを基本としたバリエーションモデルが幾つか地方私鉄向けに供給されており、本形式は名実共に1950年代後半から1970年代にかけての日本の鉄道を代表する台車の一つであると言える。

### 国鉄電車向け

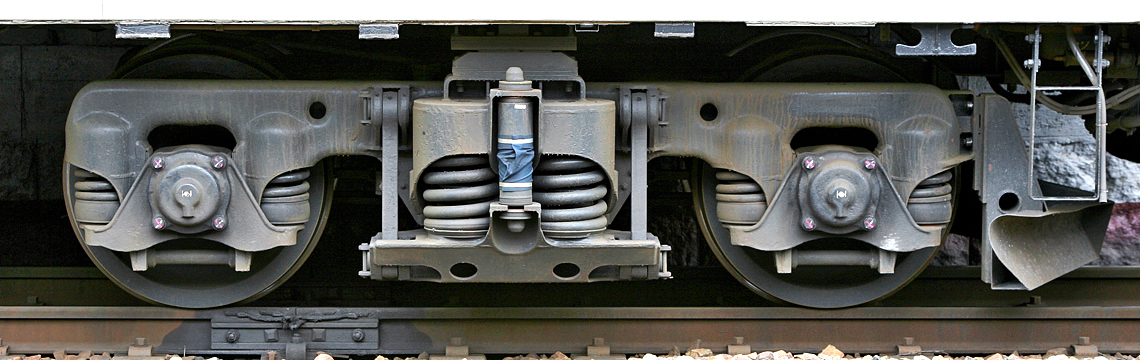
113系用のTR62。ディスクブレーキ装備のため、ブレーキシリンダーも基礎ブレーキ装置も外からは見えない。

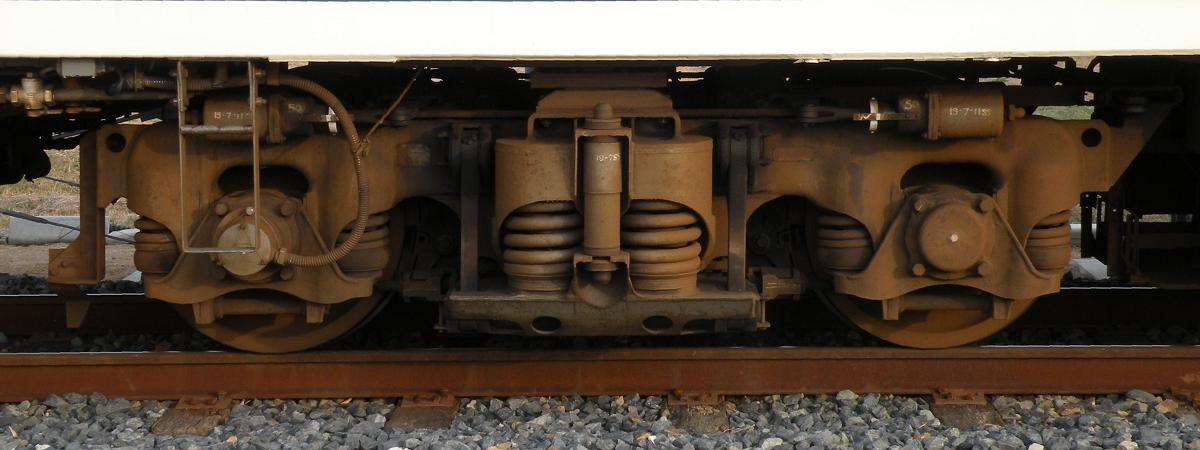
143系用のDT21C。片押し式ブレーキ装備。

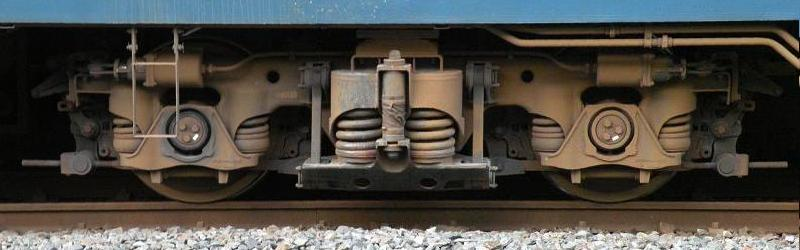
JR東日本113系・115系リニューアル工事車が装備するDT21E

DT21Xモハ90形用として10両分が製造された最初の試作型台車。プレス材の分割パターンが量産品より細分化されていた。
DT21YDT21Xを基本に枕ばねをベローズ式空気ばねに変更し、ボルスターアンカーを付加したモデル。DT23以降、後継モデルのDT32以前の国鉄電車・気動車用空気ばね台車のプロトタイプとなった。
DT21T・TR64ともにサハ101・サハ100などに採用。DT21Tは当初計画どおり101系が全電動車化されるのに備え、付随車用としては本来不要な主電動機支持架などが装備されていた。これに対しTR64は当初401・421系交直両用近郊形電車の制御・付随車用として設計されたもので、DT21Tから主電動機支持架などを省略して製造された。なお、国鉄時代末期の105系・119系・121系の制御車にDT21Tが採用されているが、これは廃車発生品の101系用DT21を電装解除したものである。
DT21A・TR62155系修学旅行電車用として、DT21をベースに110 km/h運転対応として小改良を施したもの。特にTR62はDT21の主電動機支持架を省略し、ブレーキを両抱き式からディスクブレーキに変更したモデルで、ディスクブレーキ採用のメリットが大きかったことから、401・421系増備車以降の直流・交直流近郊電車の制御・付随車用として長期間にわたって大量生産された。
DT21BDT21の小改良モデル。401・421系以降DT50系台車が開発されるまで、TR62とともに国鉄近郊電車の標準台車として大量生産された。
DT21C単行運転を行う機会の多いクモヤ143形用として開発された。軌道回路の短絡不良による踏切・信号等の誤作動の予防を目的として踏面清掃装置が装備され、これに伴い基礎ブレーキはこれと干渉しないよう、台車中心から外側に向けてシューが押しつけられる片押し式のシングルブレーキに変更された。
DT21D交流1M方式の713系に採用された。変圧トランスなどを搭載する必要から、床下機器搭載スペースに厳しい制約のある交流電動車用として台車の全長を短縮することが求められ、DT21Cと同様の片押し式のブレーキとなっている。DT21系台車としては唯一、分割民営化後にJR各社で広く利用されたMT61系電動機を新造時に装架したモデルである。
DT21E東日本旅客鉄道（JR東日本）の113系・115系のリニューアル工事施工車が装備。軸受けが密封化されるなどの改造が施されている。
DT23・TR5820系特急電車（後の151系）用として開発。国鉄の電車用量産台車としては初の空気ばね台車である。DT21Yを基本に開発され、枕ばねをベローズ式空気ばねとしてボルスタアンカーを追加した。量産開始後、厳しい設計・使用条件から台車枠に短期間で亀裂が発生するなど不具合が続出し、様々な対策や改良・改造が講じられた。その詳細については国鉄181系電車を参照されたい。
DT24・TR5991系急行電車（後の153系）用としてDT23・TR58をベースに開発。定員乗車が前提の特急電車用とは異なり、荷重上限に余裕を持たせる必要があったことから各部の強化が図られていた。このため、不具合が続出したDT23・TR58とは異なり、ほとんど改造や改良を経験しないまま廃車まで推移した。また、車体床面高さの相違から、上揺れ枕の高さも変更されている。153系に近いシステムを備える157系にも採用された。
| 103系用のDT33 |  | 103系用のTR212、ディスクブレーキ装備。 |
| 103系用のDT33 |  | 103系用のTR212、ディスクブレーキ装備。 |

DT26クモヤ791形用としてDT24をベースに150 kW級大出力電動機を装架可能とすべく軸距を2,300 mmに拡大したモデル。
DT26C主電動機のMT55がMT46系と比して磁気容量確保や低定格回転数化のため大直径化したのに合わせ、軸距の長いDT26を基本としつつ車輪径を860 mmから910 mmに変更、枕ばねをDT21と同様の複列コイルばねに戻したモデル。103系試作車の電動車用。
TR62XTR62をベースに片押し式ブレーキシューとしたモデル。103系試作車の付随車・制御車用。
DT33DT26Cの量産モデルで103系量産車の電動車用。ブレーキシューは片押し式。車輪径910 mm。揺れ枕釣り等の寸法と心皿高さは系列付随台車TR201・212と同等であるが車輪径が50 mm大きく、25 mm側枠高さが上がる分を相殺するため揺れ枕釣りの支点を下げている。
DT33A121系新造に際し、DT33を基本としつつ基礎ブレーキ装置やばねの改良などを行ったもの。
TR201・TR212TR201はTR62Xを量産化したもので、軸距と車輪径はTR62と変わりがない。TR212はこれを再度ディスクブレーキ化したものである。いずれも103系量産車の付随車・制御車用。
WDT33TDT33の電装解除品。JR西日本引き継ぎの103系電車で、制御車が不足したため電装解除して制御車化した車両に使用。

### 国鉄気動車向け

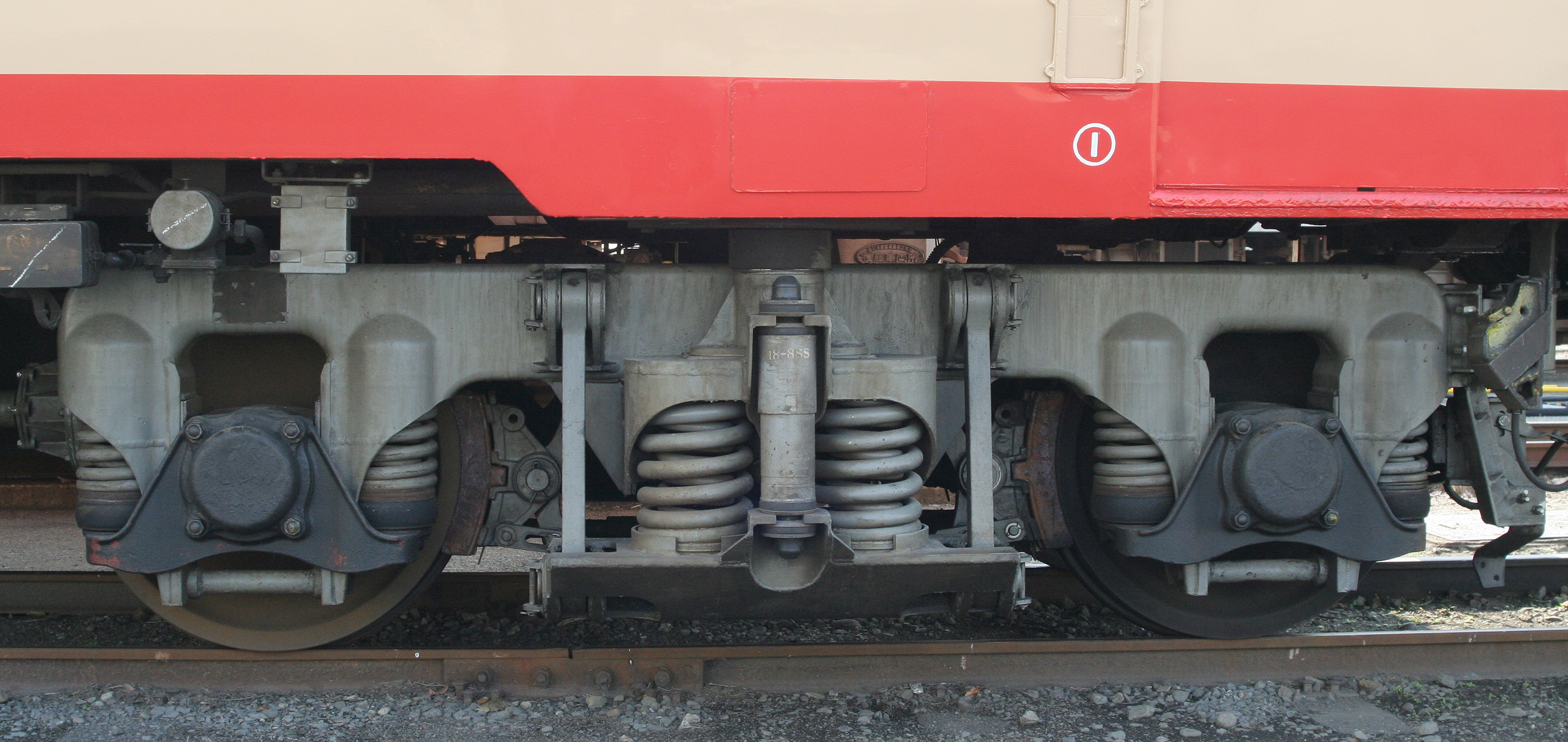
DT22C形 キハ28形

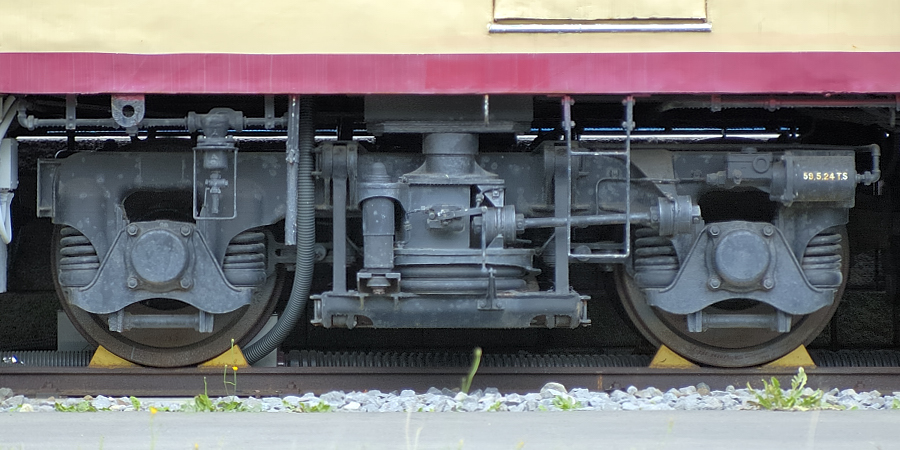
DT31A形 キシ80形

DT22・TR51液体式気動車用としてDT21を基本に開発され、キハ55形3次車以降に標準採用された。DT21と比較すると、ペデスタルと軸ばねの天地寸法や枠の断面形状が異なり、軸箱上の空間がやや大きいほか、ブレーキシリンダーや軽め穴もない。また、気動車に特有の逆転機を、トランサム（横梁）から伸びる2本の転動防止用リンクで支持するため、トランサム周辺の構造も異なる。両形式ともブレーキが片押し式となり、枕ばね吊りの寸法や形状がDT21とはやや異なる。
DT22A・TR51A20系・55系・58系58形・58系56形に採用。最初の量産モデル。
DT22B17系用。DT27・TR67を急行形気動車へ転用（後述）した際に発生したDT22Aの逆転機周辺を改修したもの。
DT22C・TR51B20系・58系58形・58系56形用。DT22A・TR51Aの改良型で各系列とも途中より切り替え。後に35系などにも採用。
DT22D・TR51C40系（2代）用。40系の逆転機が変速機内蔵型となり、減速機のみが台車装架となってトランサム形状が変更されたことなどによる形式変更。新製としてはDT22系の最終形式に当たる。
DT22E・TR51Dキハ37形用。廃車発生品を改修したもの。
DT22FJR北海道キハ54形500番台用。廃車発生品を改修したもの。JR四国車と違い、雪害対策として軸ばねにゴム被覆を施した。
DT22G・TR51EJR九州キハ31形・JR四国キハ32形用。廃車発生品を改修したもの。
DT25・DT25A・TR61・TR61A試作の60系用としてDT22をベースに開発。全てディスクブレーキを採用し、DT25・DT25Aは1台車2軸駆動を実現した。なお、キロ60形用のDT25A・TR61Aはベローズ式空気ばね台車である。
DT27・TR67いわゆる80系一次形（81形グループ）用として開発された。DT22・TR51の枕ばねをベローズ式空気ばねに変更し、ボルスタアンカーを付加したモデルである。80系一次形の台車は後にDT31B・TR68Aへ交換されたため、余剰部品となったこれらは58系58形へ転用された。
DT31・TR68DT27・TR67を基本に、ディスクブレーキ化したもの。ラックレール区間のある信越本線用58系57形のために開発され、その後DT31A・31B・TR68Aと量産途上での小改良を加えつつ80系量産車（82形グループ）用台車として量産された。特に駆動軸の場合、逆転機と最終減速機が吊り下げられた狭い空間にディスクブレーキを押し込んであったため、ブレーキパッドの交換や点検を行う保守陣からは不評であった。もっとも、そのブレーキ性能は良好で、乗り心地も良く、気動車特急ネットワークの形成と発展に大きく寄与した。

### 国鉄客車向け
TR66重量過大が原因で標準のTR54A（カニ21形用）が使用できなかったパンタグラフ付き電源車であるカニ22形用として設計され、改良型のTR66Bがカニ24形にも採用された。

### 私鉄向け

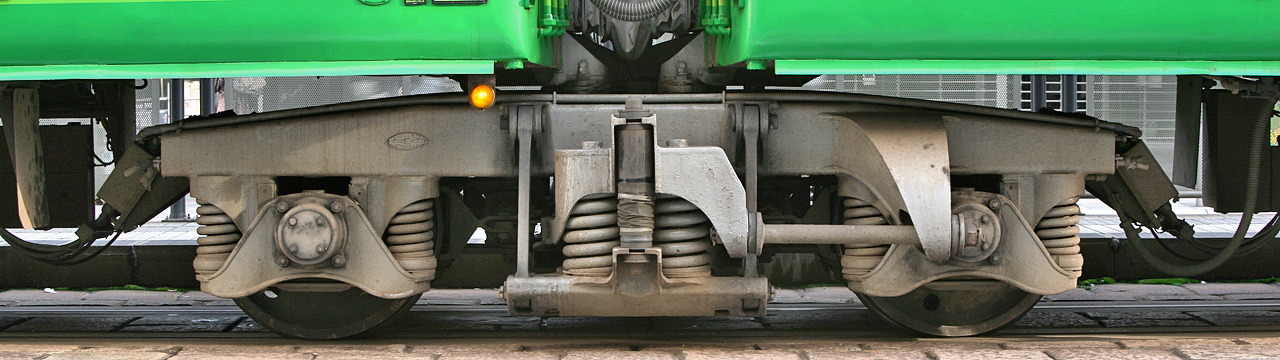
108A形
福井鉄道200形の連接台車

- 住友金属工業

FS342・FS342-TFS342はDT21の同等品で、1962年の601系以降801系までの西武鉄道で新製された電動車と、それらの車両と同じく西武所沢車両工場で製造された上信電鉄200形電車の電動車であるデハ200にも採用された。なお、上信電鉄のものは同形式が採用した小型軽量の100 kW級主電動機に対応してマイナーチェンジが施されている。付随台車のFS342-Tは上信電鉄200形の制御車であるクハ300に採用されたほか、後年西武鉄道から他社への車両譲渡時にFS342を電装解除したものにも与えられた形式名で、西武鉄道のものは両抱きブレーキを装備する。ST式扉閉装置の使用権の国鉄への無償供与と引き換えという形で、その採用と住友金属工業での生産が国鉄から許可されたと伝えられている。
- 日本車輌製造

NA-13福島交通デハ5000形5012・5013に採用。後述のND-108・ND-109と同様ボルスタアンカーを備える。駆動装置は吊り掛け式。
NA-31福島交通モハ5300形に採用。駆動装置は吊り掛け式。
ND-104伊予鉄道600系電車モハ601・602に採用。組み合わされる駆動装置はWNドライブである。
ND-108・ND-108A福井鉄道200形電車に採用。両端のND-108はDT21を基本としつつ側枠形状を変更し、ボルスタアンカーを付加した構造のものである。このボルスタアンカーと側枠を結合する支持架は側枠外側に露出して取り付けられたブレーキシリンダーとの干渉を避けるためにS字状の複雑な形状となっている。また、付随台車となる中間のND-108Aは2車体を繋ぐ役割を持つことから専用設計の心皿を備え、路面電車のように道路を走行する区間を考慮し、線路の縦方向の強い屈曲での車体との干渉を避けるため、側枠も上辺を揺れ枕部を中心にして前後を斜めに大きく削った特徴的な形状となっている。こちらもND-108と同様にボルスタアンカーを装備するが基礎ブレーキがディスクブレーキとされたためブレーキシリンダーを側枠に外付けする必要がなく、ボルスタアンカー周辺はシンプルな形状のものとなっている。なお組み合わされる駆動装置はWNドライブである。
ND-109・109A北陸鉄道6000系電車に採用。ND-108と同様、ボルスタアンカーを備える。
ND-112DT21の同等品で、富士急行5000形電車に採用。組み合わされる駆動装置はND-104やND-108同様WNドライブである。
ND-217・ND-217T鹿島臨海鉄道6000形・7000形に採用。DT22・TR51の同等品。
- 新潟鐵工所

NP-116D・NP-116T三陸鉄道36形に採用。DT22・TR51の同等品。
NP-119D・NP-119T南阿蘇鉄道MT-2000形気動車に採用。DT22・TR51の同等品。
- 近畿車輛

KD-207・KD-207A上信電鉄200形電車の東洋工機で製造された車両に採用。KD-207Aは付随車用。
- 帝國車輛工業

TR51N南海サハ4801形客車の交換用台車として製作された。同じく南海電気鉄道から紀勢本線に乗り入れている同社キハ5501形と同じ部品を用いることで紀勢本線内での故障時の対応を容易にすることを狙ったもの。基本構造は気動車用DT22・TR51と同一であるが、ブレーキ装置は客車用の両抱き式に改められている。
- 川崎車両

612十和田観光電鉄クハ4400形に採用。制御車用の非電装台車で、DT21T相当。
613十和田観光電鉄ED400形に採用。駆動装置は吊り掛け式。電気機関車用のため軸距が2,400㎜に拡大されている。

### 海外向け
- 台湾・台湾鉄路管理局（台鉄）
  - 気動車用

TS-1221966年東急車輛製。DR2700系気動車用。日本国鉄向けDT21を基本としつつ主電動機装架に必要な部材を省略して最終減速機の転動防止用リンクの支持架を付加した構造だが、DT21で側枠の軸ばね部と揺れ枕吊りの間に設けられていた肉抜き穴（軽め穴）が省略されており、DT21・DT22双方の特徴が混在する。
- 客車用：台鉄の客車では、ブレーキシリンダーを全て車体装架とし、基礎ブレーキは両抱き式の踏面ブレーキとしている。

TR-271967年ナニワ工機、川崎車両製。メーカー型式「川崎654」。枕ばねを単列コイルばねとし、ボルスタアンカーを付加したもの。
TR-281968年。TR-27とほぼ同一設計であるが、ボルスタアンカーをやや低くしたもの。
TR-291968年日本車両製、メーカー型式NT-15。TR62を踏面ブレーキにした客車用仕様。
TR-301968年帝車・新潟・富士、近畿、東急製。TR-28の揺れ枕吊りリンクの長さを延長したもの。
TR-311969年汽車、川崎車両製。メーカー型式KS-130。枕ばねを複列コイルばねとし、かつボルスタアンカーを付加した構造のもの。
TR-331969年日本車両・日立製作所製。メーカー型式KH-74。TR-27の揺れ枕吊りリンクの長さを延長し設計変更したもの。
TR-341969年日本車輌・日立製作所製。TR-33を電源車用にばね定数を変更、大荷重対応としたもの。
TR-351969年新潟・富士・近畿車輛製。TR-30とほぼ同一設計であるが、ボルスタアンカーをやや高くした構造のもの。側受を大型化している。
TR-361970年日本車輌・日立製作所製。TR-33の小変更。
TR-371970年日本車輌・日立製作所製。TR-36を電源車用にばね定数を変更したもの。
TR-381970年東急車両製。TR-30とほぼ同型ながら、ボルスタアンカーの長さをやや短縮したもの。
TR-391970年富士重工業製。TR-35と同系で、鋼体化客車の老朽台車交換用として側受を内側に移設したもの。
- ブラジル・ソロカバナ鉄道（ポルトガル語版）（EFS、ソロカバ線）
  - 電車用

ND5/ND5A1957年 - 1959年日本車輌・川崎車輌・近畿車輛製。100形電車に使用。
- ニュージーランド・国鉄
  - 客車（一部気動車）用

NT30/NT31ほか1970年代から1980年代にかけて近畿車輛・日本車輌製にて製造され、のちに一部は大韓民国の大宇重工業においてノックダウン生産。現地形式はFS X.27250/27750/28020/28250で、X.28250はシルバー・スター用、X.28020は大宇重工業製。軸箱支持はウイング式で、幅広く使用。
これら以外にも、世界各国にDT21/22を基礎とした台車、およびそれを履いた車両が輸出されており、大韓民国やベトナム、エジプト、メキシコにおいては、自国内で製造された電車および客車などにおいても本形式を基礎とした台車を装着している。
日本国内における本形式を基礎とした台車の製造・採用は、1993年（平成5年）に近畿車輛において製造されたエジプトのアレクサンドリア市電向けの二階建て電車が最後となっているが、大韓民国の鉄道車両メーカー・スンジン鉄道車両技術では、現在も本形式を基礎とした台車を製造している。

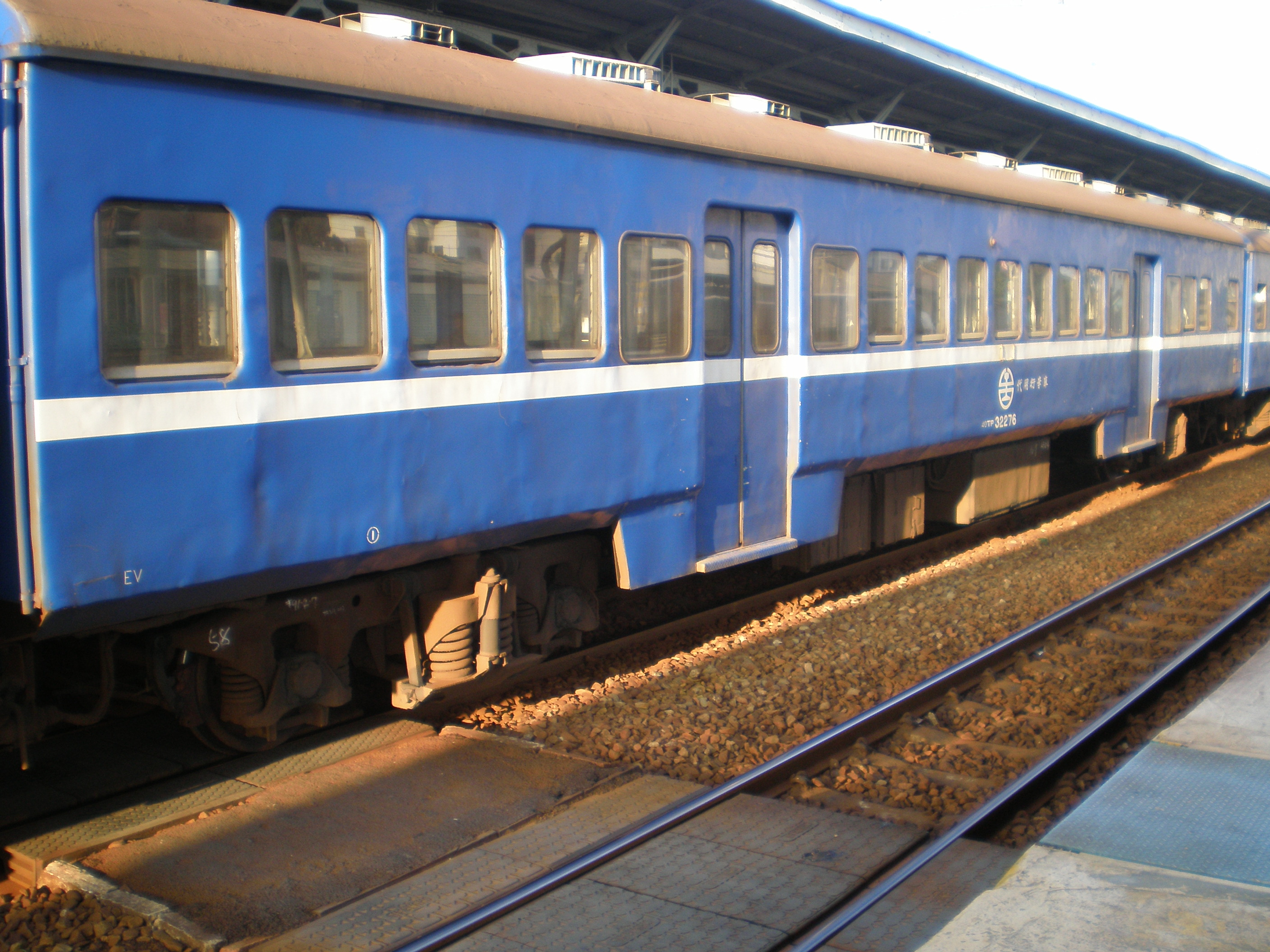
台湾向け近郊形客車 台車に注目
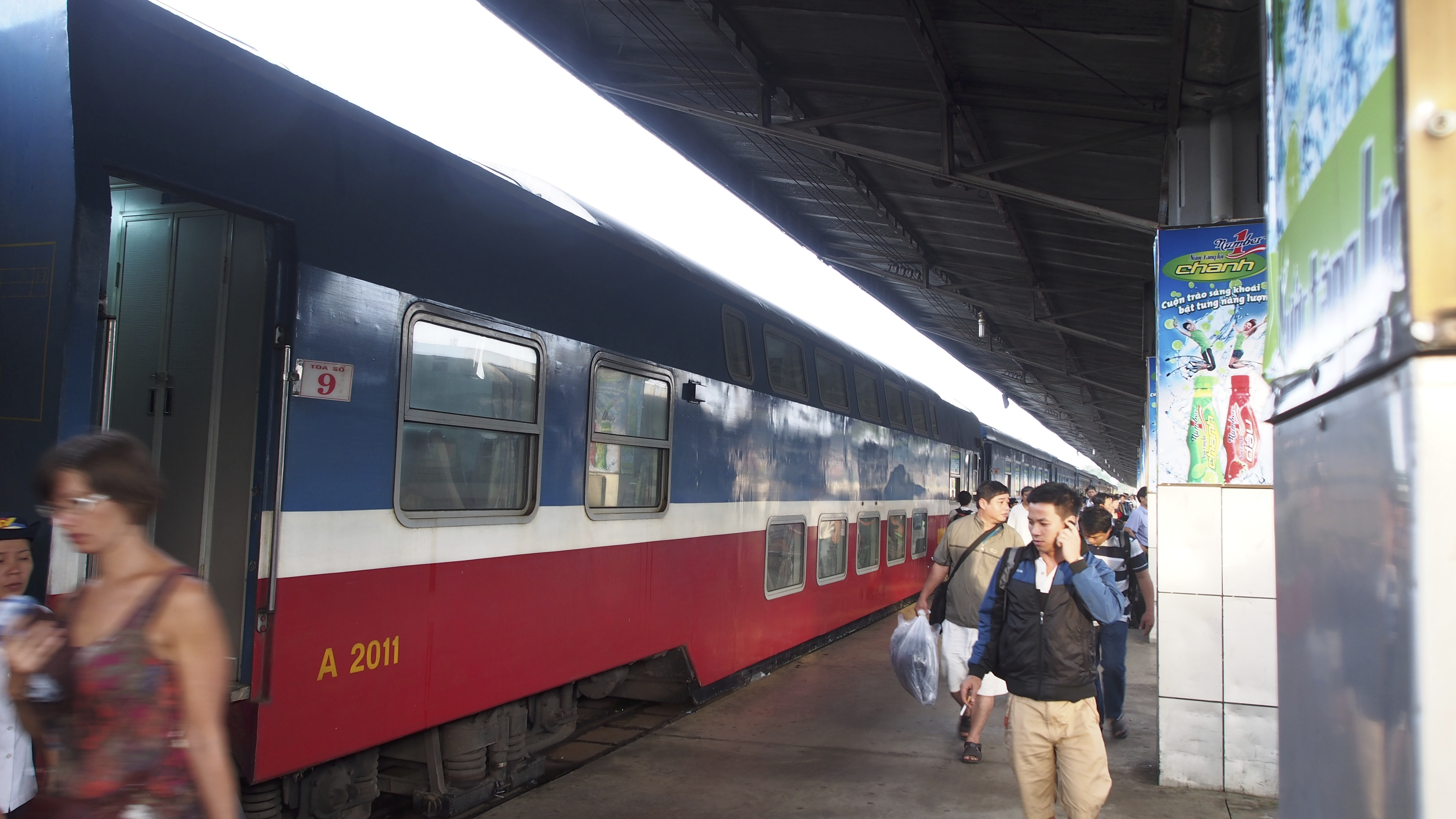
ベトナムで製造された二階建て客車 台車に注目
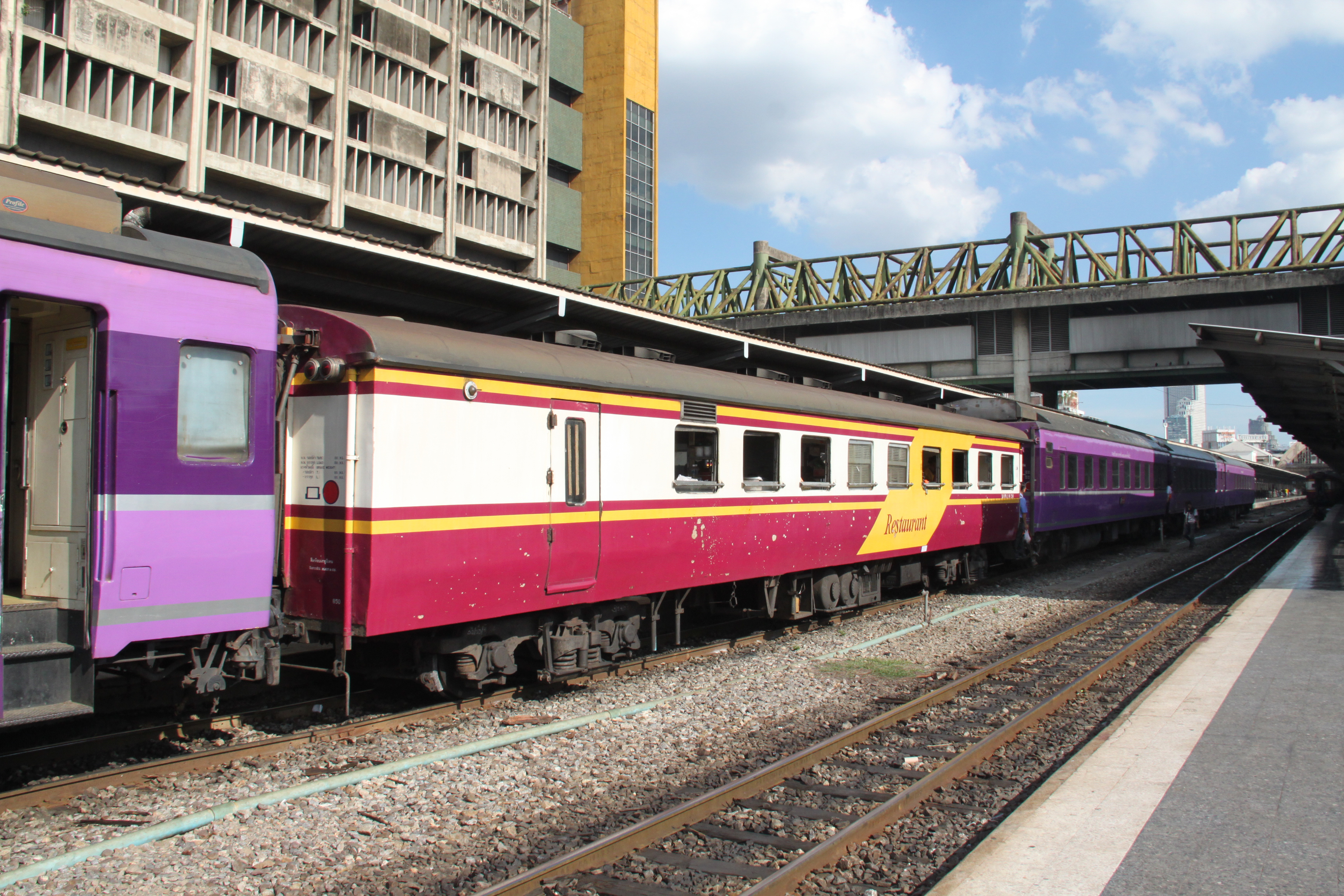
タイ国鉄の食堂車 台車に注目
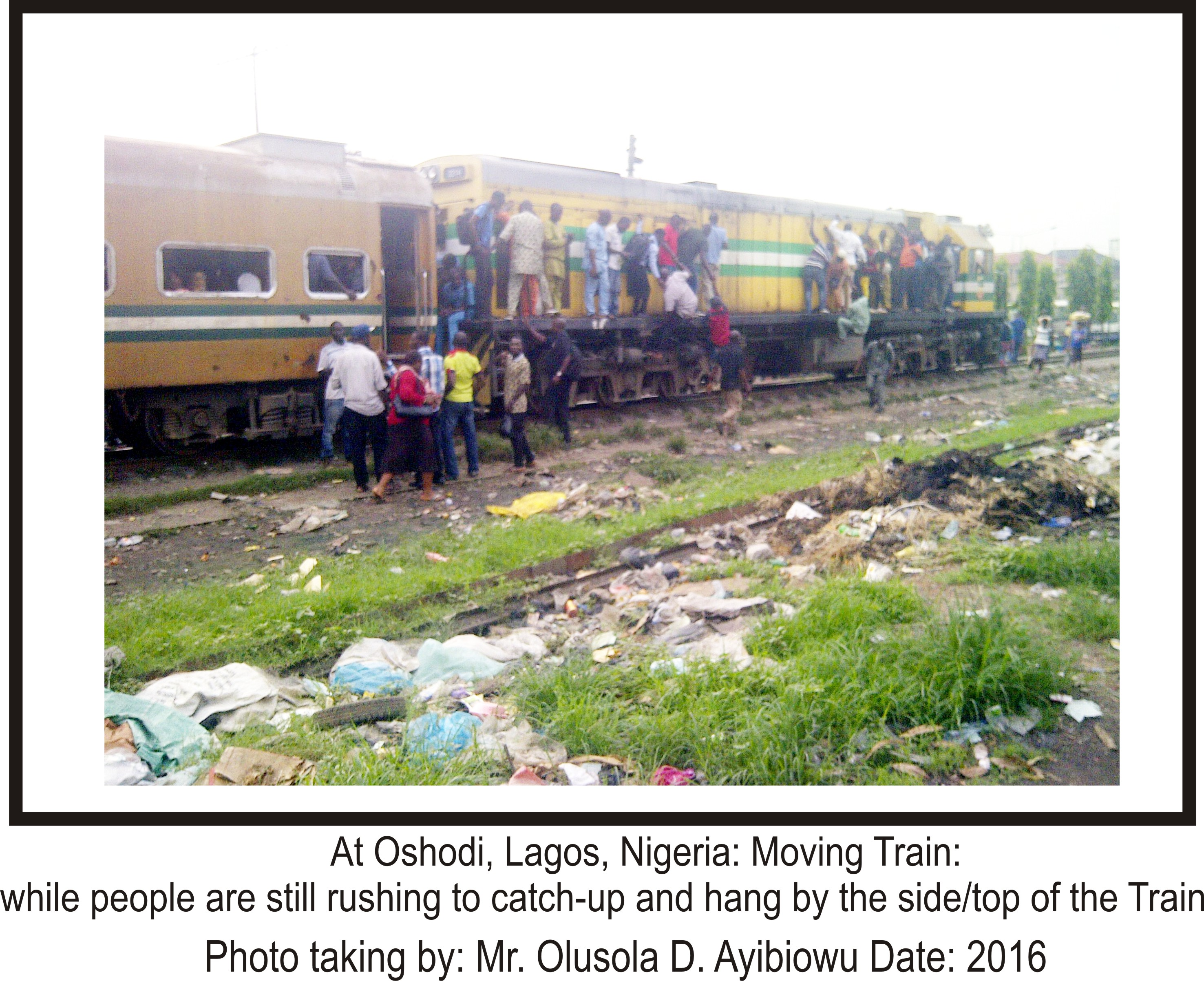
日本国内の各車両製造企業で製造され、ナイジェリア国鉄へ輸出された客車（左） 台車に注目
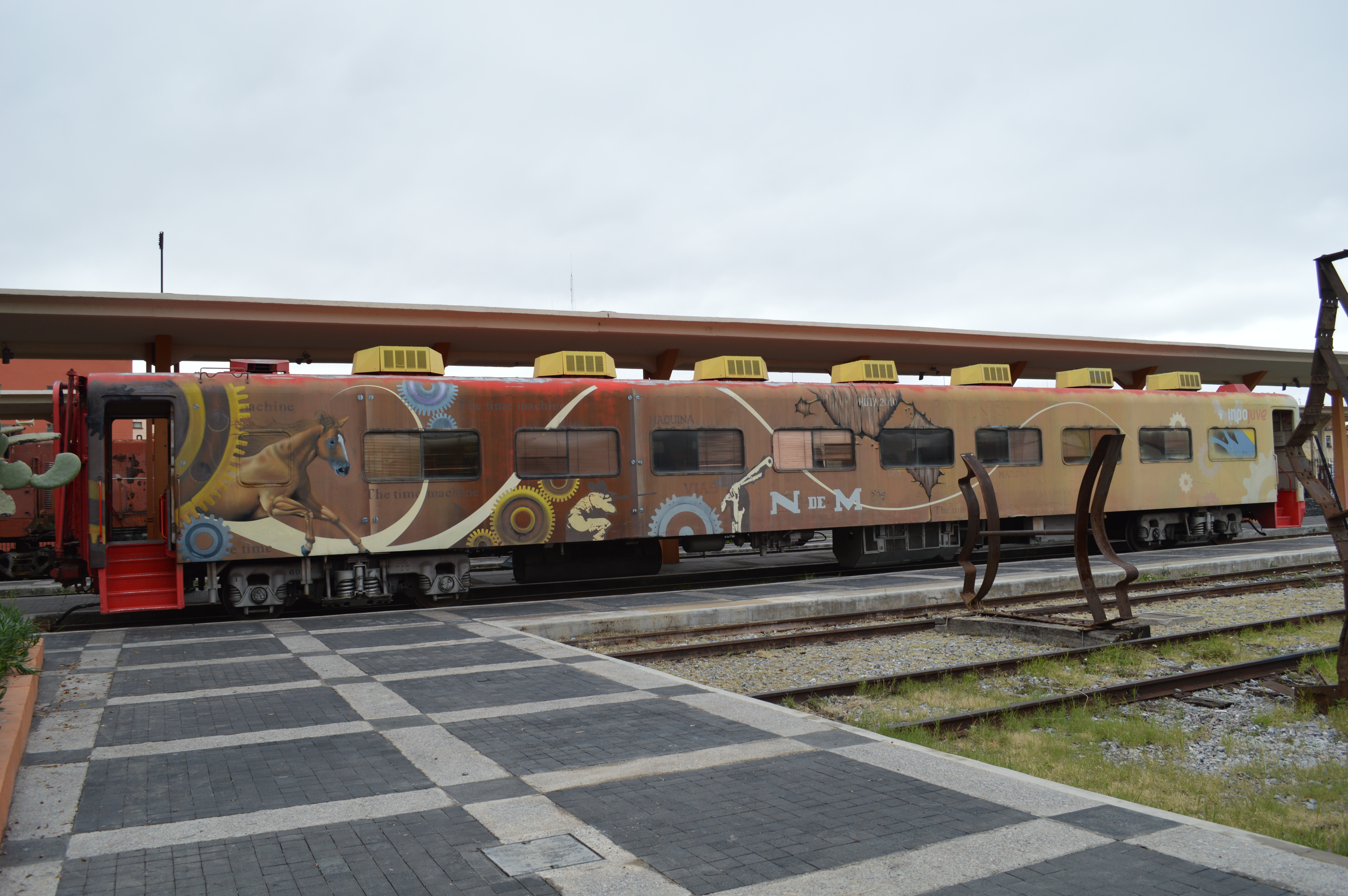
近畿車輛で製造され、一部は現地でノックダウン生産が行われたメキシコの客車 標準軌用の台車に注目
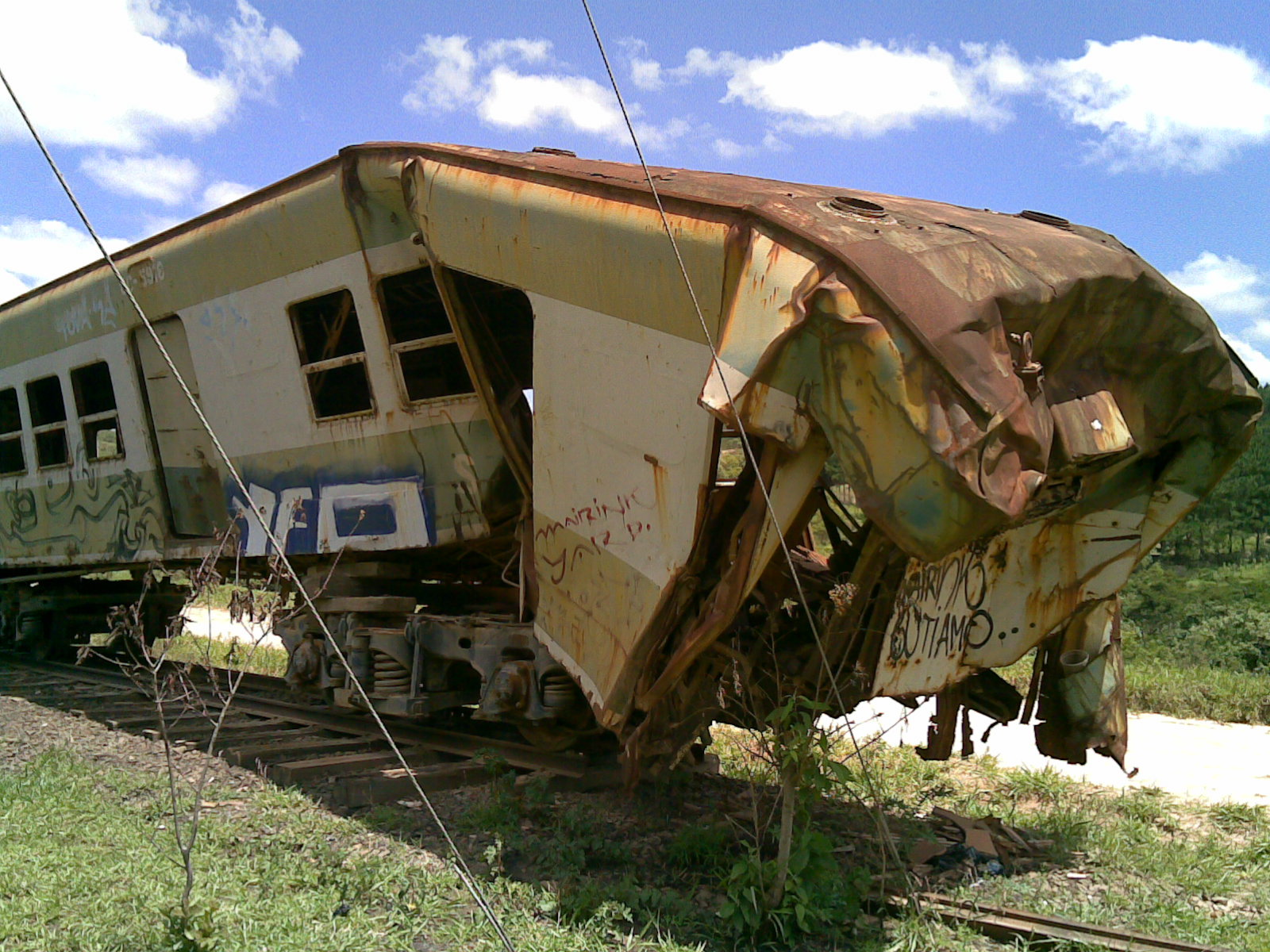
事故で前面を大破し廃車となったソロカバナ鉄道100形電車 台車に注目
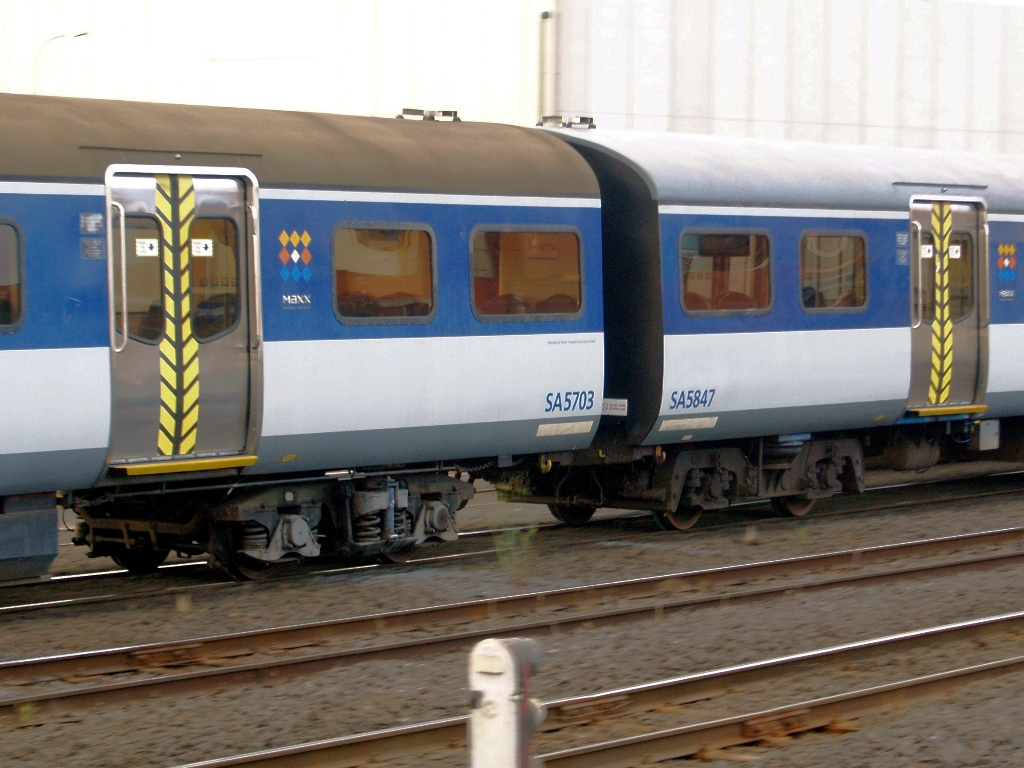
ニュージーランドで運用される元イギリス国鉄マーク2客車の改造車 左側の車両の台車に注目、狭軌用の台車に交換する際に一部の車両は上記のNT30/31系統のものを使用した

## DT21が採用された車両
※ 同等品・流用品・他事業者からの中古品を使用する車両、DT21を装着したまま改造された車両、他事業者からDT21を装着したまま譲り受け使用されている車両（あるいは過去に使用された車両）を含む。
- 国鉄・JR
  - 通勤形 - 101系・103系・105系
  - 近郊形 - 111系・113系・115系・119系・121系・123系・401系・403系・415系・421系・423系・713系
  - 修学旅行用 - 155系・159系
  - 郵便車・荷物車・事業用車など : 141系・143系・145系・147系・クヤ497形（改造時）
- 私鉄・第三セクター
  - 西武鉄道 - 601系・701系・801系（いずれも住友FS342）
  - 福島交通 - デハ5000形・モハ5300形 (日車NA-13・NA-31)
  - 栗原電鉄 - M18形182.183 (日車NA-31)
  - 上信電鉄 - デハ200形・クハ300形・150形（近畿車輛KD-207・住友FS342）
  - 秩父鉄道 - 1000系
  - 流鉄 - 2000形（住友FS342）
  - わたらせ渓谷鐵道 - わ99-5020・5070「トロッコわたらせ渓谷号」
  - 富士急行 - 5000形（日車ND-112）
  - 伊豆箱根鉄道 - 1000系・1100系（いずれも住友FS342）
  - 豊橋鉄道 - 1900系
  - 三岐鉄道 - クハ1601形・101系・801系（いずれも住友FS342）
  - 福井鉄道 - 200形・120形・80形・600形（日車ND-108・200形の走行機器更新後の動台車と80形・600形はDT21）
  - えちぜん鉄道 -MC1101形・MC2201形・MC5001形・MC7000形（MC7000形はDT33）
  - 北陸鉄道 - 6000系・7000系・7700系（日車ND-109・DT21Tおよび住友FS342、いずれも流用品）
  - 伊予鉄道 - 600系 (日車ND-104)
  - 西日本鉄道 - 300形・313形・600形（いずれも住友FS342、貝塚線用車両のみ）

## DT22が採用された車両
※ 同等品・流用品・他事業者からの中古品を使用する車両、DT22を装着したまま改造された車両、他事業者からDT22を装着したまま譲り受け使用されている車両（あるいは過去に使用された車両）を含む。
- 国鉄・JR
  - 一般形 - キハ10系・キハ20系・キハ45系・キハ40系・キハ37形・キハ31形・キハ32形・キハ54形・キハ33形・キハ141系
  - 通勤形 - キハ35系・キハ38形
  - 準急形・急行形 - キハ55系・キハ56系・キハ58系
- 私鉄・第三セクター
  - 羽幌炭礦鉄道 - キハ22形
  - 留萠鉄道 - キハ1100形・キハ2000形
  - 下北交通 - キハ85形
  - 弘南鉄道 - キハ22形
  - 三陸鉄道 - 36-100形（新潟鐵工所NP-116）
  - ひたちなか海浜鉄道 - キハ20形・キハ22形・キハ2000形
  - 関東鉄道 - キハ300形・キハ350形・キハ100形・キハ310形・キハ0形
  - 会津鉄道 - AT-300形
  - 小湊鉄道 - キハ200形・キハ40形
  - いすみ鉄道 - キハ52形・キハ28形
  - 富士急行 - キハ58形
  - 名古屋鉄道 - キハ8000系
  - 神岡鉄道 - KM-100形・KM-150形
  - 南海電気鉄道 - キハ5501形・キハ5551形、サハ4801形（TR51N）
  - 有田鉄道 - キハ58形
  - 北近畿タンゴ鉄道 - KTR2000形
  - 水島臨海鉄道 - キハ20形・キハ30形・キハ37形・キハ38形
  - 島原鉄道 - キハ20形・キハ55系
  - 南阿蘇鉄道 - MT-2000形（新潟鐵工所NP-119）
  - くま川鉄道 - KT-310形